# Michel Las Vergnas
Michel Las Vergnas, né le 11 janvier 1941 à Neuilly-sur-Seine et mort le 19 janvier 2013 à La Garenne-Colombes, est un mathématicien français associé à l'université Pierre-et-Marie-Curie de Paris, et un directeur de recherche émérite du  Centre national de la recherche scientifique,.

## Biographie
Normalien (promotion 1960), Michel Las Vergnas obtient une thèse d'État en 1972 à l'université Pierre-et-Marie-Curie sous la direction de Claude Berge. Il est l'un des fondateurs du Journal européen de combinatoire dont la publication débute en 1980.
Ses recherches portent au début sur la théorie des graphes et plus particulièrement sur les théories du 
couplage et la connectivité. À partir de 1975, il devient l’un des pionniers de la théorie des matroïdes orientés,
,, et porte depuis son intérêt aux connexions entre combinatoire et géométrie.
Un groupe de travail en géométrie combinatoire s'est tenu à Marseille en avril 2013 et a été dédié à sa mémoire.

## Pour approfondir